# Wei del Nord

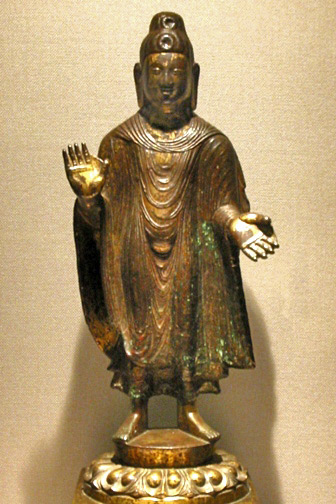
Northern Wei Buddha Maitreya, 443 CE.

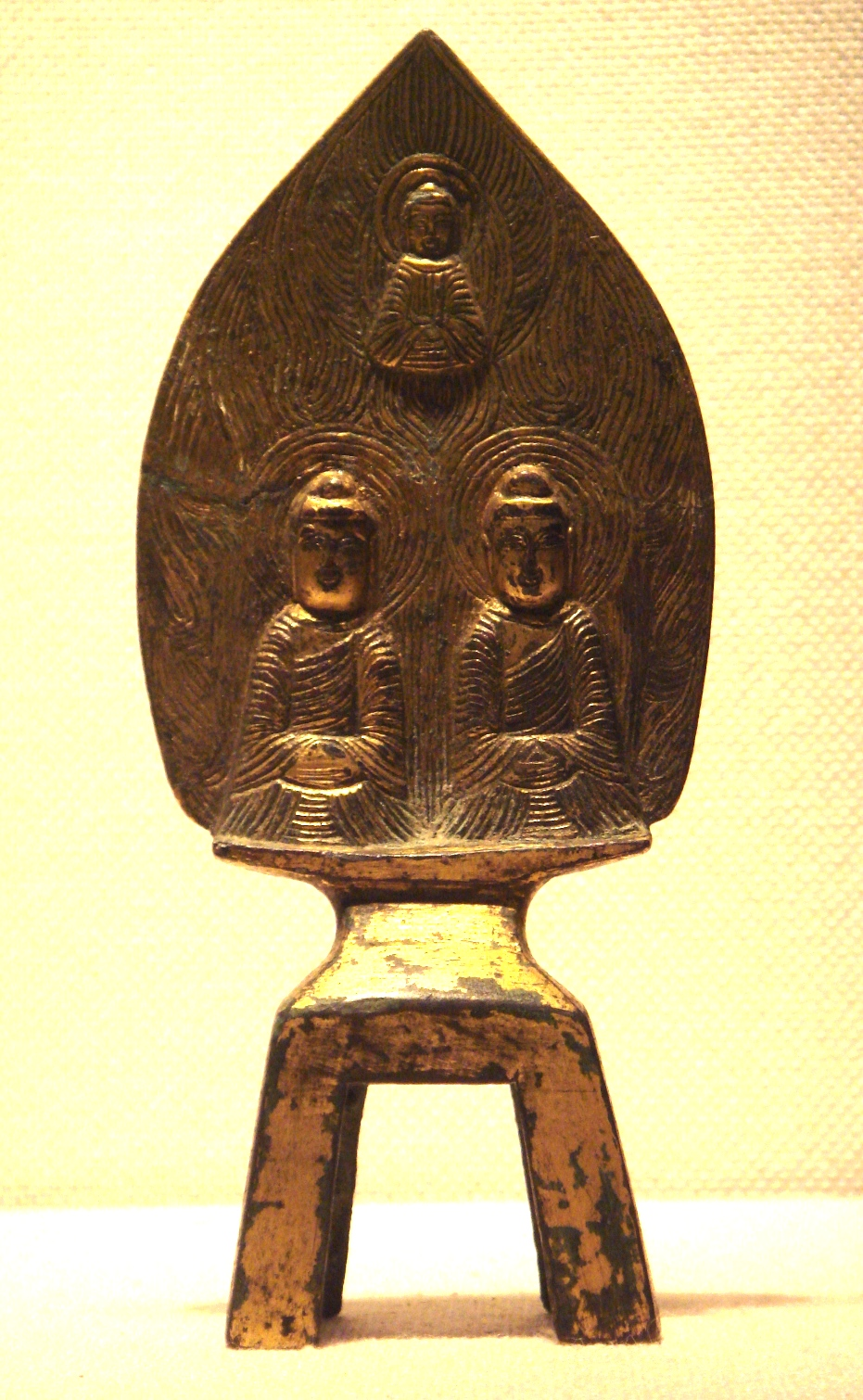
Estàtua budista de Wei del Nord. Datació del 489. Tokyo National Museum.

La Dinastia Wei del Nord (xinès tradicional: 北魏朝, xinès simplificat: 北魏朝, pinyin: Běi Wèi Cháo), també coneguda com a Tuoba Wei (拓拔魏), Wei posteriors (後魏), o Yuan Wei (元魏), va ser una dinastia que va governar la Xina del 386, quan fou fundat per Touba Gui a Mongòlia i Shanxi com a successor de l'estat de Dai, fins al 534.
S'ha descrit com "part d'una era de turbulència política i intens canvi social i cultural ". Veient el seu creixement, els Yan posteriors atacaren Wei del Nord però foren derrotats a la batalla de Canhepi i els anys següents Wei del Nord va arribar fins al riu Groc, i les restes dels Yan van quedar separades i es van convertir en Yan meridionals en 398, que fou conquerit per Jin orientals en 410 i Yan septentrionals en 407, conquerit per Wei del Nord en 436. És conegut per la unificació del nord de la Xina a 439 quan va capturar Wuwei a Liang septentrionals.
Va ser un període en què les idees estrangeres es van introduir, i el budisme es va establir fermament. Moltes antiguitats i obres d'art d'aquest període, tant taoistes com budistes, han sobreviscut. Durant el període de Taiho sota l'emperador Xiaowen, els assessors de la cort va instituir àmplies reformes i canvis introduïts que van conduir en el 494 dC cap a la dinastia, traslladant la seva capital de Datong a Luoyang. Era l'època de la construcció dels llocs de coves budistes de Yungang fins a Datong a mitjans i finals del segle cinquè, i cap a l'última part de la dinastia, les Coves de Longmen fora de la capital posterior de Luoyang, en les quals s'han trobat més de 30,000 imatges budistes de l'època de la dinastia. Es pensa que la dinastia s'originà a partir del clan Tuoba de les tribus no Han de Xianbei. Els tuoba es van canviar el nom a yuan com a part de la sistemàtica sinització. Cap al final de la dinastia que havia dissensió interna significativa el que resultà en una divisió entre 534 i 535 entre la Dinastia Wei Oriental i Dinastia Wei Occidental.